# Contea di Grant (Minnesota)
La contea di Grant in inglese Grant County è una contea dello Stato del Minnesota, negli Stati Uniti. La popolazione al censimento del 2000 era di 6 289 abitanti. Il capoluogo di contea è Elbow Lake.